# Ramon Duran i Ros
Ramon Duran i Ros   (Barcelona, 24 de setembre de 1909 - Terrassa, 24 de desembre de 1974) fou un futbolista català de la dècada de 1930.
Jugava a la posició de migcampista. Va començar al club AE Les Corts. Va ser fitxat pel RCD Espanyol, jugant al segon equip durant la temporada 1926-27. Després jugà una temporada al FC Gràcia, retornant a l'Espanyol, aquest cop al primer equip, la temporada 1928-29. Aquesta temporada el club guanyà la Copa i el Campionat de Catalunya, però Duran només participà en dos partits de lliga espanyola i un del campionat català.
La temporada 1929-30 jugà a la Unió Esportiva de Sants i les dues següents a la Unió Esportiva Sant Andreu. L'any 1932 fixà pel Centre d'Esports Sabadell, amb qui jugà a la Segona Divisió espanyola la temporada 1933-34.